# Cripple Crow
Cripple Crow es el quinto álbum de estudio del músico de folk psicodélico estadounidense-venezolano Devendra Banhart, lanzado el 13 de septiembre de 2005 por XL Recordings. Fue su primer lanzamiento con el sello XL Recordings. La portada hace referencia a la portada del álbum Sgt. Pepper's Lonely Hearts Club Band de la banda británica The Beatles.

## Listas de canciones
Todas las canciones han sido escritas por Devendra Banhart, salvo que se indique lo contrario.

| N.º | Título                        | Escritor(es) | Producer(s) | Duración |  |
| 1.  | «Now That I Know»             |              |             | 4:53     |  |
| 2.  | «Santa Maria da Feira»        |              |             | 4:35     |  |
| 3.  | «Heard Somebody Say»          |              |             | 3:20     |  |
| 4.  | «Long Haired Child»           |              |             | 3:45     |  |
| 5.  | «Lazy Butterfly»              |              |             | 4:00     |  |
| 6.  | «Quédate Luna»                |              |             | 3:07     |  |
| 7.  | «Queen Bee»                   |              |             | 2:44     |  |
| 8.  | «I Feel Just Like a Child»    |              |             | 4:46     |  |
| 9.  | «Some People Ride the Wave»   |              |             | 2:27     |  |
| 10. | «The Beatles»                 |              |             | 1:44     |  |
| 11. | «Dragonflys»                  |              |             | 0:59     |  |
| 12. | «Cripple Crow»                |              |             | 5:58     |  |
| 13. | «Inaniel»                     |              |             | 3:43     |  |
| 14. | «Hey Mama Wolf»               |              |             | 3:52     |  |
| 15. | «How's About Tellin' a Story» |              |             | 1:21     |  |
| 16. | «Chinese Children»            |              |             | 5:17     |  |
| 17. | «Sawkill River»               |              |             | 1:52     |  |
| 18. | «I Love That Man»             |              |             | 2:26     |  |
| 19. | «Luna de Margarita»           | Simón Díaz   |             | 2:07     |  |
| 20. | «Korean Dogwood»              |              |             | 4:02     |  |
| 21. | «Little Boys»                 |              |             | 5:20     |  |
| 22. | «Canela»                      |              |             | 1:53     |  |

La edición en CD de este álbum también incluye un tema extra en MP3: «White Reggae Troll/Africa».[cita requerida]

### Bonus track en el doble LP
La edición en doble LP de este álbum incluye ocho temas adicionales, así como una portada alternativa a la portada normal del álbum, sustituida por fotografías de los propios fans de Devendra.

| N.º | Título                                         | Escritor(es) | Producer(s) | Duración |  |
| 1.  | «There's Always Something Happening»           |              |             | 4:58     |  |
| 2.  | «La Ley»                                       |              |             | 1:06     |  |
| 3.  | «Chicken»                                      |              |             | 3:10     |  |
| 4.  | «Stewed Bark of an Old Oak Tree»               |              |             | 1:38     |  |
| 5.  | «La Pastorcita Perdida» ((Atahualpa Yupanqui)) |              |             | 4:22     |  |
| 6.  | «Lickety Split»                                |              |             | 1:31     |  |
| 7.  | «Ice Rat»                                      |              |             | 2:03     |  |
| 8.  | «White Reggae Troll»                           |              |             | 9:45     |  |

## Personal
- Devendra Banhart - guitarra acústica, guitarra eléctrica, voz, productor, mezclas, dirección artística del álbum
- Emma O'Donnell - violín
- Gus - perro
- Andy Cabic - productor
- Noah Georgeson - productor, ingeniero, mezclas
- Tom Monahan - productor, ingeniero, mezcla
- Galen Pehrson - arte del álbum
- Alissa Anderson - arte del álbum